# Stade Marcel-Deflandre
Le stade Marcel-Deflandre est le principal stade de la ville de La Rochelle. Il est situé à l'ouest de la ville et est aujourd'hui uniquement destiné au rugby à XV.

## Histoire
Le Stade rochelais jouait dans le champ de sport de Trianon, inauguré le 15 août 1906. Ce champ de sport qui comportait trois courts de tennis, un terrain de football entouré d'une piste de course à pied, et d'un terrain de « Football Rugby », se situait au nord de l'avenue Carnot dans le prolongement de l'avenue Coligny.
En 1924, il fallut quitter le champ de sport de Trianon (pour cause de prolongement de l'avenue Coligny et de construction de lotissement) pour aller jouer, à partir du 16 août 1924, sur un terrain provisoire (perpendiculaire au futur stade) disponible plus à l'ouest, près du château de Port-Neuf. Pour l'anecdote, les vestiaires étaient installés dans les boxes de l'ancienne porcherie du château.
Le fief du Stade rochelais est alors inauguré le 19 septembre 1926 puis devient rapidement connu comme le « Parc des Sports de Port-Neuf », situé dans le quartier du même nom.
Le 23 mars 1947, le stade est baptisé en hommage à Marcel Deflandre. Ce dernier est l’homme de la réunification des 3 clubs (l’entente Union-Stade et La Rochelle-Étudiants XIII) sous le nom de Stade rochelais. Il prend la présidence du club en 1941. Résistant, il fut arrêté le 9 octobre 1943 et fusillé par la Gestapo le 11 janvier 1944 à Bordeaux.
Après guerre et pendant de longues années, le stade est alors le principal équipement sportif de la ville de La Rochelle, possédait une piste d'athlétisme et accueillait diverses compétitions sportives, rugby bien sur avec les matchs à domicile du Stade rochelais mais aussi, jusqu'au début des années 1970, des rencontres de football et donc des épreuves d'athlétisme au niveau local et départemental à l'image du stade Paul-Rébeilleau à Poitiers.
Par la suite, la municipalité décida de construire à la fin des années 1960 un stade de football au nord de la ville, l'actuel stade François Le Parco, pour les rencontres de l'ES La Rochelle  et un stade pour les compétitions d'athlétisme près de l'ancien champ de sport de Trianon, l'actuel stade Armand Bouffenie, désengorgeant par la même occasion le stade Deflandre, antre du Stade rochelais.
Au début des années 2000, alors que La Rochelle escomptait encore accueillir les épreuves de voile des Jeux olympiques d'été de 2008 grâce à la Candidature de Paris, d’importants travaux permirent l’installation d’un nouvel éclairage, la réfection de la pelouse, et finalement la rénovation et l’agrandissement de la Tribune Atlantique : 600 places étant ajoutées de part et d’autre de la structure existante. À la suite de ces travaux, dont le coût avoisina les 3,35 M€, la capacité de l'enceinte fut portée à 10 500 places, dont 6 000 assises. La nouvelle tribune fut livrée en 2002.
En avril 2008, la municipalité rochelaise officialisa ce qui n'avait été longtemps qu'une rumeur : la reconstruction de la seconde tribune du stade Marcel-Deflandre (tribune Port-Neuf). La nouvelle structure comporte 5 152 places dont 700 places VIP et 26 loges. Les travaux s'étendent de juin 2009 au 15 août 2010. La tribune est en béton armé avec bardage en bois sur la face nord. Elle mesure 126 mètres de long, pour 27 mètres de profondeur et 14 mètres de hauteur, son auvent a une portée de 26 m et un poids de 260 tonnes. Le coût total du projet s’élève à 6 430 000 euros TTC. Elle comporte deux buvettes :
- Le bar des «Bagnards», situé sous la tribune côté Est
- Le bar des «Dockers», situé au premier niveau de la tribune

La nouvelle installation comporte des panneaux solaire sur ses 3 000 m2 de toit, pour 600 000 euros,. Elle comporte également une citerne de 80 000 litres qui recueille les eaux de pluie. Elle permet d'arroser le terrain.
À la fin de la saison sportive 2009-2010, et à l’aube du retour des joueurs du Stade rochelais parmi l’élite du rugby français, le Top 14, la tribune d'en-but dite « tribune Albertville » est détruite pour laisser place à une nouvelle tribune tubulaire. La tribune Albertville a accueilli les spectateurs des Jeux Olympiques d'hiver à Albertville en 1992. Le nom de la ville savoyarde lui était resté. La nouvelle tribune porte le nom d'un partenaire du club, la mutuelle Apivia et passe de 1 000 à 2 500 places. Cette tribune est entièrement financée par le club pour un montant de 240 000 euros.
Lors de la saison 2010-2011, saison en Top 14, le taux de remplissage du stade est de 97 %. Avec une moyenne de 11 973 spectateurs par match et neuf rencontres disputées à guichets fermés (Soit 155 650 spectateurs pour l'ensemble de la saison), les Atlantiques enregistrent un record d'affluence et le deuxième taux de remplissage du Top 14 de la saison (Après le club de Clermont).
En hommage à sa ferveur et à son soutien populaire, le public rochelais s'est vu élire meilleur public du Top 14 en 2011 lors de la huitième cérémonie de la Nuit du rugby.

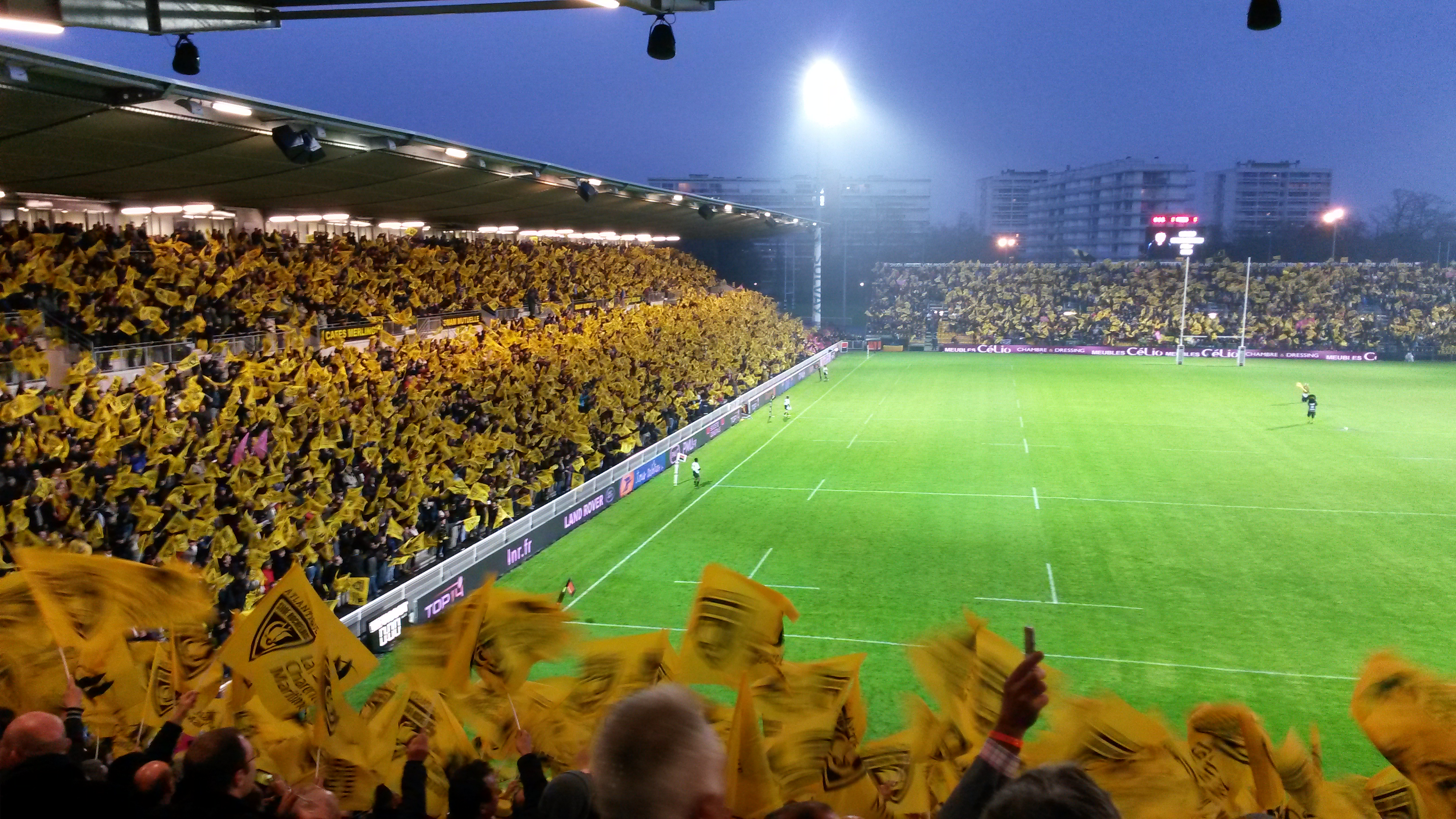
Le stade Marcel-Deflandre lors d'un match du Stade rochelais, en 4 2015.

Lors de la saison 2011-2012, on inaugure la « Bodega de supporters », salle de 450 m2 comportant un office traiteur de 50 m2 (sous la tribune dans sa partie centrale) et la boutique du stade de 100 m2 (situé sous la tribune côté Ouest).
À la suite de la construction d'une nouvelle tribune réalisée en septembre 2017, la tribune Apivia, la capacité de l'enceinte rochelaise est portée à 16 000 places composées comme ceci : 
- Tribune Charente-Maritime (ex Atlantique) - 3 049 places, 13 loges, un plateau télévision et deux espaces presse,
- Tribune Macif (ex Port-Neuf) - 5 529 places, dont 700 places VIP, 44 emplacements réservés aux fauteuils roulants et 26 loges.
- Tribune Apivia (ex SMAM) - 3 859 places.
- Tribune G. H. Jackson - 2 609 places, dont 516 places VIP.

Soit 15 046 places assises et 954 debout pour donc un total de 16 000 places.
Côté buvettes et espaces de réception, le stade Marcel-Deflandre offre à ses supporters des espaces buvettes/snacks répartis dans le stade : la Bodega Port-neuf, la Bodega Atlantique et des espaces réceptifs : le Club XV, le Salon Coutanceau, le Salon VIP, la loge Apivia et la loge Francofolies.

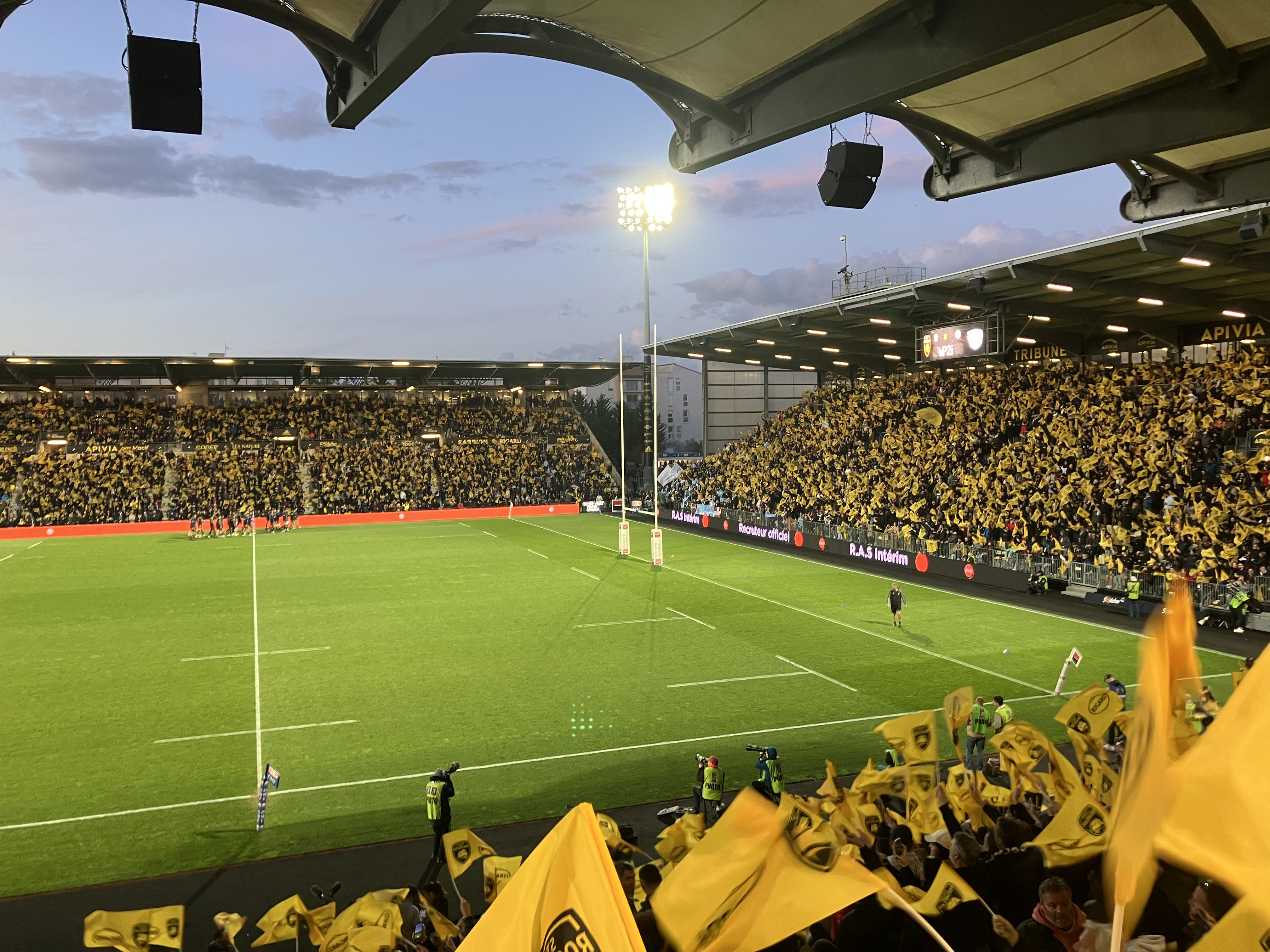
Le stade Marcel-Deflandre lors d'un match du Stade rochelais, en 4 2023.

Au cours de l'intersaison 2019, le stade Marcel-Deflandre a changé la pelouse de l'enceinte sportive. L'ancienne pelouse était classé en 24e position (sur l'ensemble des clubs de Top 14 et Pro D2) d'après un classement de 2016 de la LNR. La nouvelle pelouse du stade est dite hybride alliant gazon naturel et microfibres synthétiques. Le terrain d'entraînement extérieur du Macif Parc (ex Apivia Parc) est lui aussi passé sur une pelouse hybride pour garder les repères de jeu entre les entraînements et les matchs.
À l'intersaison 2023, la Tribune Atlantique (renommée Tribune Charente-Maritime) s'agrandit de 700 places supplémentaires. Menés pendant la Coupe du Monde 2023, ces travaux portent la capacité du stade à 16 689 places. De plus, cet agrandissement prévoit la création de nouveaux salons de réception et de nouvelles loges.

## Autres événements
Des avant-matchs ont lieu lors de certaines rencontres du Stade rochelais comme le match amical entre Rochefort et Niort, des matchs de démonstration ou des rencontres de l'école de rugby.
L'Équipe de France espoirs de football a disputé un match amical contre l'équipe du Chili des moins de 20 ans pour préparer le match de qualification pour l'Euro 2013. Le match a vu la victoire de la France 4-0. Il a rassemblé 6 000 spectateurs.
Il a également accueilli, le samedi 17 août 2013, lors de la saison 2013-2014 du Top 14 le premier match de la Saison entre le Racing Métro 92 et Brive,.
Il a accueilli, le samedi 11 février 2017, le match Équipe de France-Écosse (55-0) du Tournoi des Six Nations féminin 2017.
Il a accueilli, le samedi 29 mars 2025, le match Équipe de France-Écosse (38-15) du Tournoi des Six Nations féminin 2025.

## Moyens d'accès
Situé à l'ouest de la ville dans le quartier de Port-Neuf, le stade Marcel-Deflandre se situe au sud de la D21 et à l'est de la ZI de Chef de Baie.

## Le stade en chiffres
- Superficie : 40 768 m2
- Terrain : 1 (le terrain annexe a été supprimé lors des derniers travaux de la tribune Apivia), à signaler la plaine des jeux Colette Besson qui compte 3 terrains supplémentaires et l'Apivia Parc (ouvert en 2017), centre d'entraînement du club.
- Dimension du terrain d'honneur : 98 × 70 mètres
- Salles de musculation : 2 (salle professionnelle et salle du centre de formation)
- Vestiaires : 3 (Équipe 1, visiteurs, arbitres)
- Salles de soin : 2 espaces
- Balnéothérapie : 1 bassin de récupération, 1 sauna, 1 bain bouillonnants
- Un centre de formation : 13 chambres, 1 salle de cours, 1 salle de vie, 1 salle de restauration

## Les tribunes

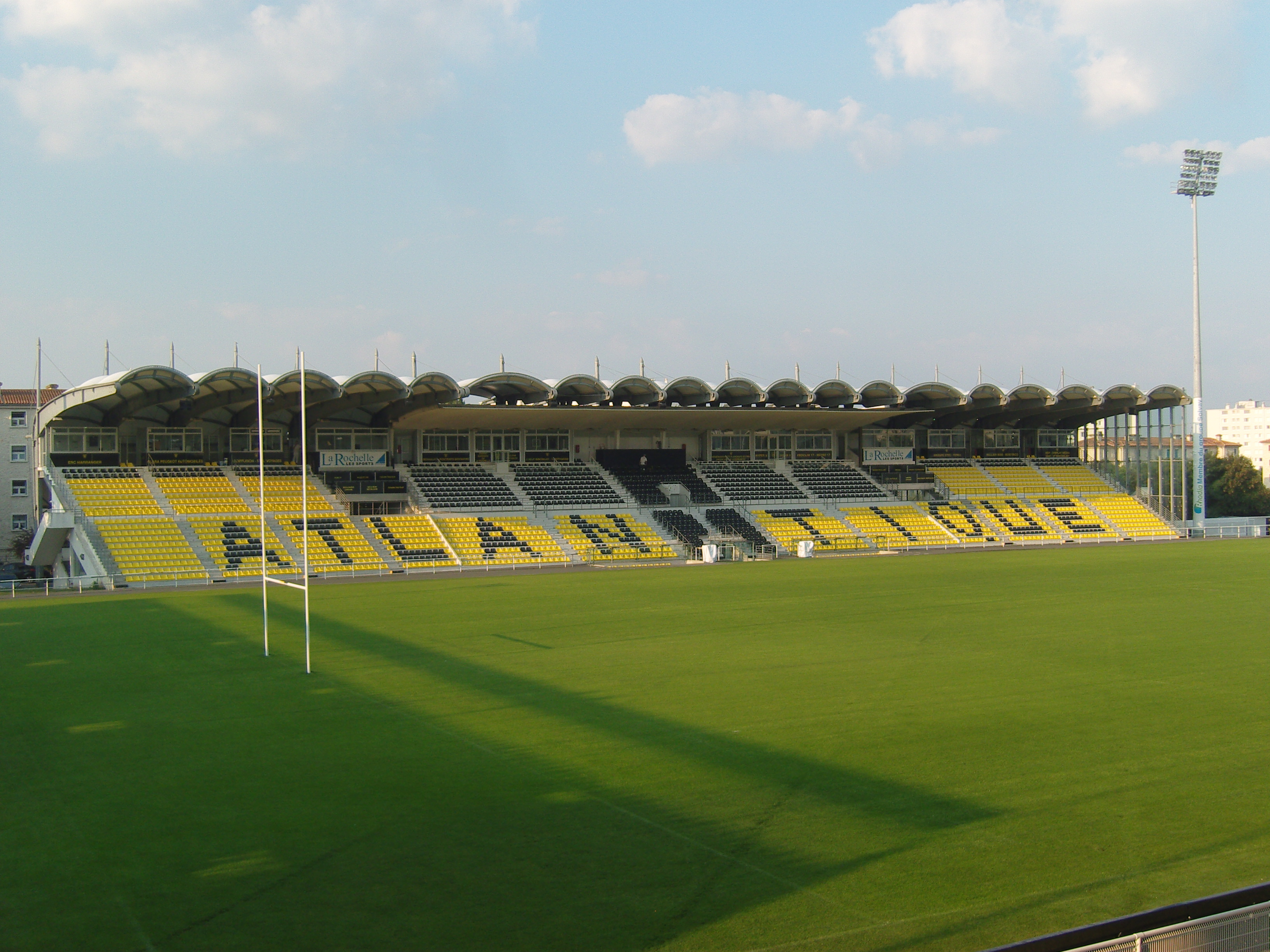
Tribune Atlantique en 2013.
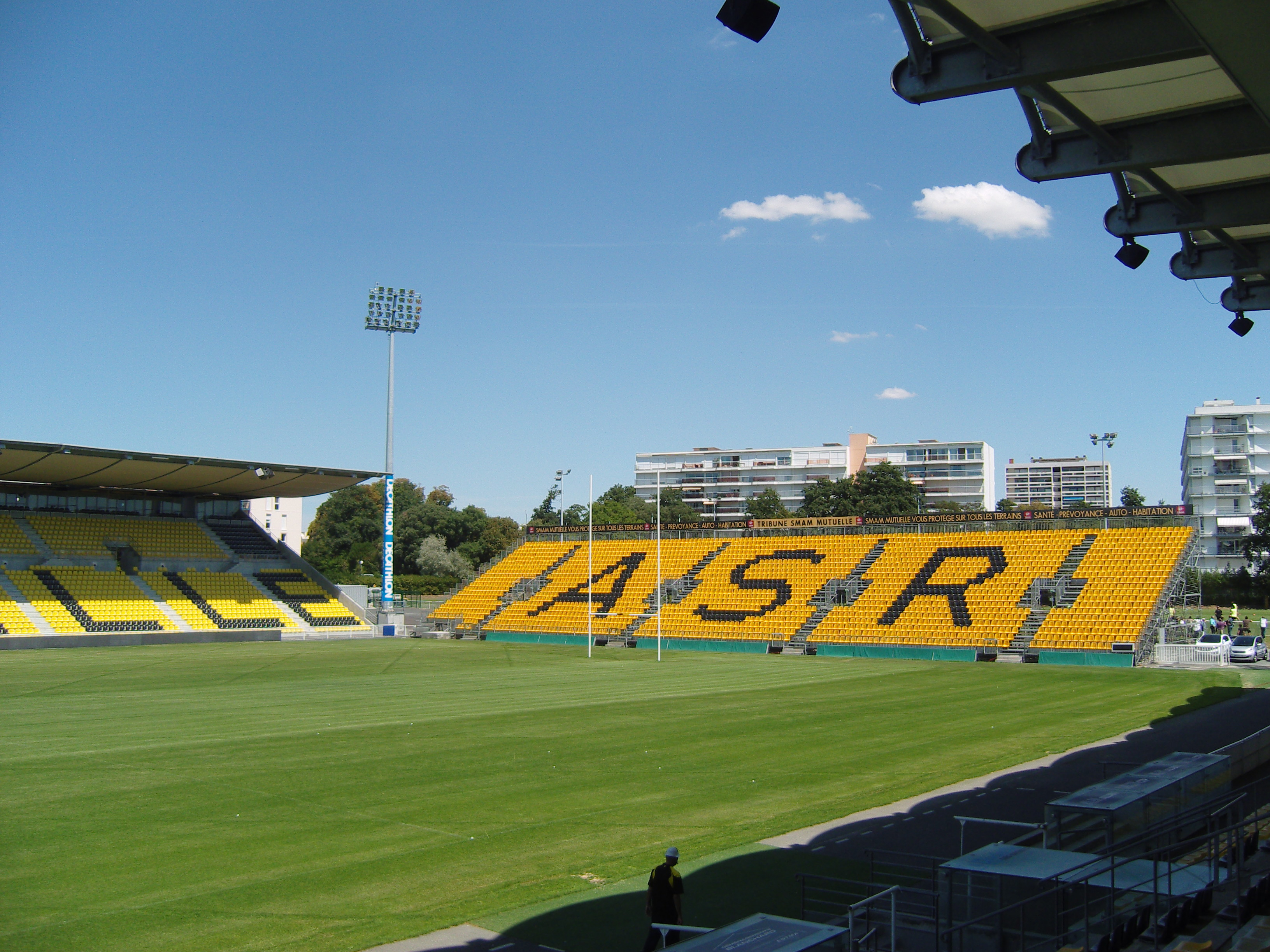
Tribune SMAM en 2011.